# Samuele Zannoni
Samuele Zannoni (* 29. dubna 2002) je sammarinský fotbalista, který hraje jako záložník za italský klub CBR Carli Pietracuta a sanmarinskou reprezentaci.

## Reprezentační kariéra
Za reprezentaci debutoval dne 5. září 2024 v Lize národů proti Lichtenštejnsku, v 62. minutě střídal Nicka Sensoliho. Právě Sensoli vstřelil jediný gól zápasu, který přinesl San Marinu druhé vítězství v historii, z toho první v soutěžím zápase. 
Dne 25. března 2025 vstřelil svůj první gól za San Marino, bylo to v kvalifikaci na Mistrovství světa 2026 proti Rumunsku (prohra 1:5). 